# Mustelus schmitti
 Mustelus schmitti  — небольшой вид хрящевых рыб рода обыкновенных куньих акул семейства куньих акул отряда кархаринообразных. Обитает в центрально-западной и юго-западной частях Атлантического океана. Размножается плацентарным живорождением. Максимальная зафиксированная длина 108,5 см (самка). Опасности для человека не представляет. Коммерческого значения не имеет.

## Таксономия
Впервые вид научно описан в 1939 году. Голотип представляет собой самца длиной 74,2, пойманного в 1925 году у побережья Уругвая. Паратипы: самец длиной 25,5 см, пойманный у берегов Бразилии на глубине 12 м в 1925 году, 2 самца длиной 59,5 см, пойманные у побережья Уругвая в 1925 году и самец длиной 44 см, пойманный у берегов Буэнос-Айреса (Аргентина).

## Ареал
Mustelus schmitti являются эндемиком центрально-западной и юго-западной части Атлантики, они обитают у  берегов Бразилии, Уругвая  и Аргентины между 22° ю.ш. и 48° ю.ш. Существуют несколько крупных популяций этого вида. Одна из них приплывает осенью на юг Бразилии и остаётся там до весны. Там эти акулы чаще встречаются с апреля по ноябрь на глубине от 10 до 10 м при температуре воды 10—20°С. В зимних миграциях участвуют молодые акулы, взрослые самцы и беременные самки. Кроме того, в тех местах существовала ещё одна независимая популяция, которую могли полностью истребить рыбаки. Важные природные питомники расположены в Аргентине у берегов провинции Буэнос-Айрес. Имеются еще два питомника на севере (исп. Bahía Engaño, 43°20' ю.ш.) и на юге (Пуэрто-Десеадо, 48°ю.ш.) Патагонии У берегов Аргентины Mustelus schmitti чаще встречаются на глубине до 120 м при температуре воды 5,5—11°С.

## Описание
У Mustelus schmitti короткая голова и обтекаемое веретенообразное тело. Расстояние от кончика морды до основания грудных плавников составляет от 17 % до 21 % от общей длины тела. Морда слегка вытянутая и тупая. Овальные крупные глаза вытянуты по горизонтали. Позади глаз расположены дыхальца. По углам рта есть губные борозды. Верхние борозды длиннее нижних. Короткий рот по длине равен глазу и составляет 2,3—3,2 % от длины тела. Тупые и плоские зубы асимметричны, с небольшим центральным остриём. Расстояние между спинными плавниками составляет 17—23 % от длины тела. Грудные плавники небольшие, длина переднего края составляет 12—16 %, а заднего края 8,6—13 % от общей длины соответственно. Длина переднего края брюшных плавников составляет 6,7—8,7 % от общей длины тела. Высота анального плавника равна 2,5—3,5 % от общей длины. Первый спинной плавник больше второго спинного плавника. Его основание расположено между основаниями грудных и брюшных плавников. Основание второго спинного плавника начинается перед основанием анального плавника. Анальный плавник меньше обоих спинных плавников. У края верхней лопасти хвостового плавника имеется вентральная выемка. Хвостовой плавник вытянут почти горизонтально. Окрас ровного серого цвета с бронзово-коричневым оттенком, брюхо светлое. Кончики спинных и хвостового плавников темнее общего фона, особенно у молодых акул.

## Биология
Mustelus schmitti размножаются бесплацентарным живорождением. В помёте от 2 до 14 новорожденных, в среднем 8.  Длина новорожденных 24—28 см, в среднем 24. Беременность длится 11 месяцев. Самки приносят потомство ежегодно. Продолжительность жизни этих самцов 9 лет, самок 16 лет. Максимальная зафиксированная длина в аргентинских водах составляет 90 см (самцы) и 108,5 см (самки). У берегов Бразилии эти показатели равны 78 см и 96 см соответственно. Средняя длина самцов 60 см, а самок 72 см. Самцы и самки, принадлежащие бразильской популяции, достигают половой зрелости при длине 55 и 57 см, что соответствует возрасту 3 и 4 года. У северо-аргентинской популяции эти показатели равны 54,9—60 см и 60,5—62,5 см, что соответствует 5,7 и 6,5 годам. У патагонской популяции длина взрослых самцов и самок составляет 70,8—45,9 см и 79,1—79,5 см. 
Рацион состоит в основном из донных ракообразных, таких как крабы, рыб.

## Взаимодействие с человеком
Вид не представляет опасности для человека. В ареале и природных питомниках этих акул ведётся интенсивный рыбный промысел. В качестве прилова они попадают в коммерческие рыболовные сети и креветочные тралы. Мясо употребляют в пищу. Вид страдает от перелова. С 1985 по 1997 год у южного побережья Бразилии улов на единицу промыслового усилия снизился на 85 %. В 1980-х годах новорождённых акул массово ловили береговыми сетями и донными тралами. . В недавнем опросе, проведённом в 2003 году среди рыбаков, промышляющих с берега, наличие акул вида Mustelus schmitti отрицалось. В Аргентине этот вид является важным объектом целевой добычи с 1988 года, когда возрос спрос на мясо этих акул. Рыболовная статистика недооценивает биомассу этих акул, однако тенденция популяции к сокращению свидетельствует о том, что они не могут выдерживать столь интенсивный вылов. Недавние исследования подтвердили снижение численности (2003). Международный союз охраны природы присвоил этому виду статус «Вымирающего».